# Stabenbergwarte
Die Stabenbergwarte – auch Stabenbergturm genannt – ist eine gedrungene Aussichtswarte auf dem Stabenberg, die als Kulturdenkmal geschützt ist.

## Geographische Lage
Der Stabenberg in Rheinland-Pfalz am Ostrand des Pfälzerwalds, der Haardt, erreicht eine Höhe von 496 m ü. NHN und trägt auf seiner Kuppe die Stabenbergwarte.

## Geschichte
Die Stabenbergwarte ist das erste Bauwerk, das der Pfälzerwald-Verein errichtet hat. Die Planung begann 1902; die Pläne stammten von Otto Volker, der auch das Vereinsabzeichen des Pfälzerwald-Vereins entworfen hatte. Am 26. September 1904 wurde die Warte eingeweiht. Die Baukosten beliefen sich auf 1725 Mark.

## Bauwerk

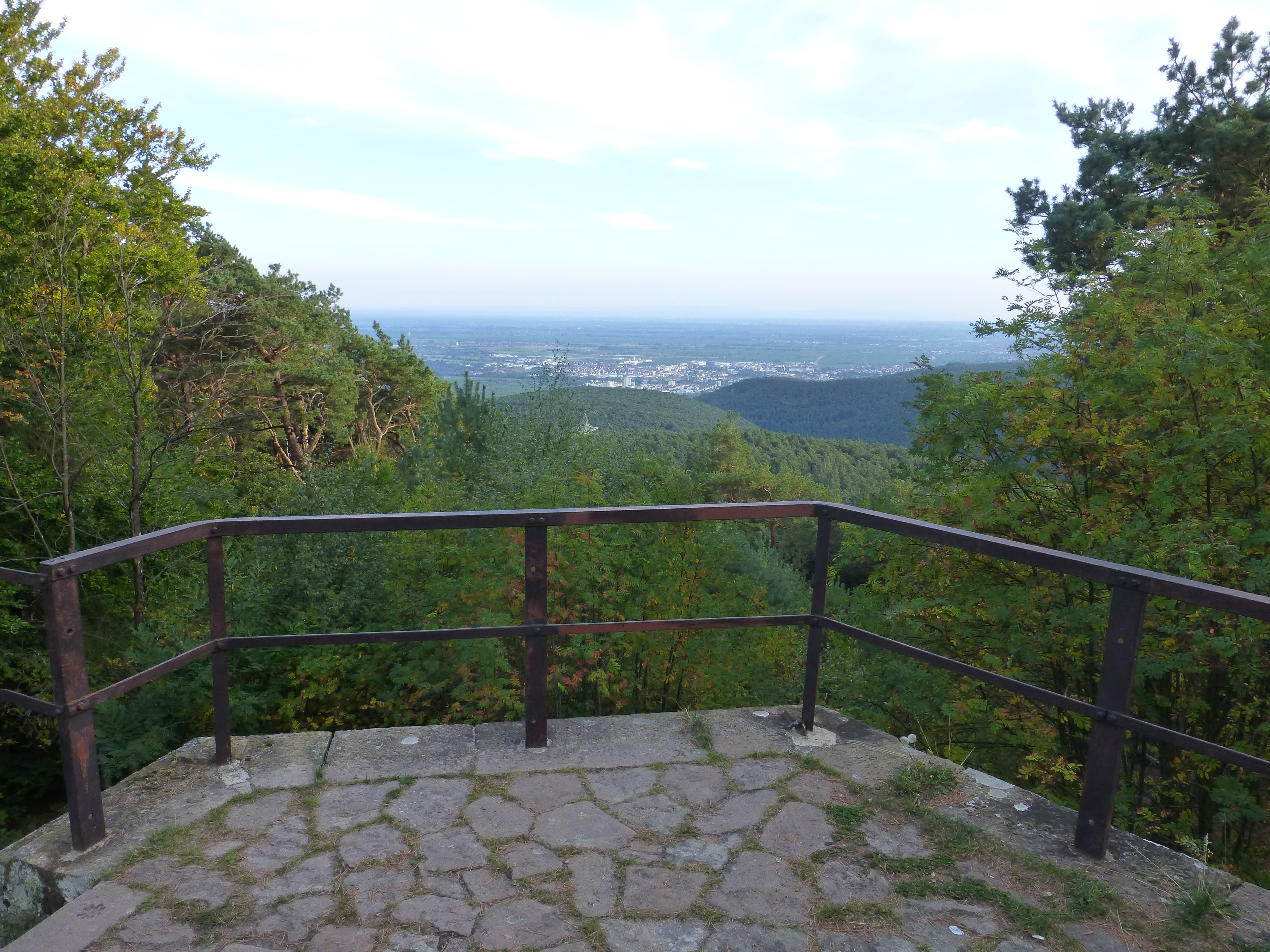
Blick in die Rheinebene

Den steinernen Unterbau der Warte, deren Grundfläche rund 3 × 3 m misst, schließt auf etwa 5 m Höhe eine Aussichtsplattform ab, deren Unterseite als Innenraumdecke dient. Ursprünglich stand darauf noch eine Art hölzerner Pavillon von gut 3 m Höhe, so dass die Warte von der Rheinebene aus sichtbar war. Doch schon in der ersten Hälfte des 20. Jahrhunderts wurde der durch Verwitterung schadhaft gewordene Holzaufsatz entfernt und durch ein einfaches Eisengeländer von ungefähr 1 m Höhe ersetzt. Angesichts der bescheidenen Höhe fällt das Bauwerk wegen der umstehenden – allerdings nicht sehr dicht gewachsenen – Bäume, unter denen Nadelbäume vorherrschen, aus der Ferne nicht mehr auf.
Auf den Bau aus Bossenquadern führt eine außen angebaute Steintreppe. Das Mauerwerk des Unterbaus umschließt einen kleinen Raum, der als Unterstand gedacht ist. Er ist zugänglich über einige Treppenstufen und eine Maueröffnung, die etwa 2 m hoch und 1 m breit ist. Die Gesamthöhe des Baues einschließlich offener Fundamentierung und Geländer beträgt seit der Entfernung des Holzpavillons noch etwa 6 m.
Die Aussichtswarte bietet Aussicht in die Rheinebene, unter anderem mit den bergnahen Ortschaften Königsbach an der Weinstraße und Gimmeldingen und dem jenseits der Ebene gelegenen Odenwald, sowie auf nahegelegene Teile der Haardt.